# Санджинето
Санджинѐто (на италиански: Sangineto) е село и община в Южна Италия, провинция Козенца, регион Калабрия. Разположено е на 275 m надморска височина. Населението на общината е 1381 души (към 2012 г.).